# Cledos
Vladislav Heponen (mer känd under sitt artistnamn Cledos), född 11 december 1998, är en finländsk rapartist.
Den första listettan på Finlands officiella lista fick Cledos år 2020 med låten Kysymys tillsammans med Pyhimys. Låten höll tätpositionen i en vecka.
Den andra gången som Cledos toppade Finlands officiella singellista hände det år 2021 med en finsk remix av låten Samma gamla vanliga av en svensk rappare, A36, tillsammans med Ibe och Averagekidluke. Den remixversionen höll tätpositionen i Finland i hela tretton veckor.

## Diskografi

### Singlar
1. "Töis" (feat. Deezydavid) (2017)
2. "Safe" (2017)
3. "Made In Italy" (feat. Mikael Gabriel) (2018)
4. "Swipe" (feat. Tippa, Gracias, MDS, Bizi, Mikael Gabriel) (2018)
5. "Pidäkii" (2019)
6. "Tän kaa" (feat. Bizi) (2019)
7. "Kysymys" (feat. Pyhimys) (2019)
8. "Kilo" (feat. Gettomasa) (2020)
9. "Life (Sun luo)" (feat. Behm) (2020)
10. "Samma gamla vanliga - remix" (feat. A36, Ibe, Averagekidluke) (2021)
11. "City" (feat. A36) (2022)
12. "Mis oot ollu" (feat. Fabe) (2022)
13. "Kilsoi" (feat. Jambo) (2023)
14. "Kauemmas" (feat. Ibe) (2023)
15. "Anteeks" (2023)

### Album

#### EP
1. "Alo" (2017)
2. "Kazama" (2021)

#### Mixtapes
1. "Boboff Tape" (2018)

#### Studioalbum
1. "Ceissi" (2020)